# 2023年亞洲棒球錦標賽
2023年亞洲棒球錦標賽（英語：The 30th Asian Baseball Championship），是第三十屆亞洲棒球錦標賽，於2023年12月3日至12月10日在台灣臺北市、新北市及臺中市舉行，本屆共有8支隊伍參加。最終由日本獲得隊史第20冠。
本賽事前三名可獲得隔年U-23世界盃棒球賽的參賽資格，最終由日本、中華台北、韓國取得資格。

## 大會概要
- 比賽名稱：第三十屆亞洲棒球錦標賽。
- 主辦單位：亞洲棒球總會
- 承辦單位：中華民國棒球協會、台北市政府、新北市政府、台中市政府
- 比賽日期：2023年12月3日至12月10日
- 比賽場地：臺北大巨蛋、台中洲際棒球場、新莊棒球場
- 轉播單位：中華電視公司、公共電視台、緯來電視網、中華電信MOD、Hami Video、愛爾達電視
- 參賽隊伍： 
  - A組： 中華臺北、 、 中國香港、 巴勒斯坦
  - B組： 日本、 菲律賓、 泰國、 巴基斯坦

## 賽制
- 預賽：同組4隊進行分組循環賽。前兩名進入超級循環賽，後兩名進入排名賽。
- 超級循環賽：晉級隊伍與另一組的前兩名隊伍進行交叉循環賽。前2名晉級冠軍戰，3-4名晉級季軍戰。
- 排名賽：落入排名賽的隊伍與另一組的後兩名隊伍進行交叉循環，決定5-8名排名。
- 局數規定：正規局數為9局。5局分差15分以上或7局分差10分以上可提前結束比賽（冠軍賽除外）。
- 延長賽：自第10局起採用突破僵局制，形成無人出局一、二壘有人的局面。
- 排名依據：戰績相同時，依對戰勝負關係、對戰優質率、對戰責失分率、對戰打擊率、擲銅板決定名次。
- 電視輔助判決：本次賽會於冠軍戰與季軍戰於正規局數9局比賽中兩隊各有一次電視輔助判決機會，自第10局起將各再獲得一次機會。

## 賽程結果

### 預賽

#### A組
| 隊伍     | 勝 | 負 | 勝率  | 勝差 | 得分 | 失分 |
| -------- | -- | -- | ----- | ---- | ---- | ---- |
| 中華臺北 | 3  | 0  | 1.000 | -    | 40   | 2    |
|          | 2  | 1  | .667  | 1.0  | 28   | 5    |
| 巴勒斯坦 | 1  | 2  | .333  | 2.0  | 4    | 39   |
| 中國香港 | 0  | 3  | .000  | 3.0  | 3    | 29   |

| 12月3日 18:00 |  | 0 - 4 比賽紀錄 | 中華臺北 | 臺北大巨蛋 觀眾數: 16,647 |

| 12月4日 12:30 | 巴勒斯坦 | 3 - 1 比賽紀錄 | 中國香港 | 洲際棒球場 觀眾數: 38 |

| 12月5日 12:30 | 中國香港 | 0 - 9 比賽紀錄 |  | 洲際棒球場 觀眾數: 75 |

| 12月5日 18:30 | 中華臺北 | 19 - 0 (F/6) 比賽紀錄 | 巴勒斯坦 | 洲際棒球場 觀眾數: 2,412 |

| 12月6日 12:30 | 巴勒斯坦 | 1 - 19 (F/5) 比賽紀錄 |  | 洲際棒球場 觀眾數: 168 |

| 12月6日 18:30 | 中國香港 | 2 - 17 (F/5) 比賽紀錄 | 中華臺北 | 洲際棒球場 觀眾數: 2,550 |

#### B組
| 隊伍     | 勝 | 負 | 勝率  | 勝差 | 得分 | 失分 |
| -------- | -- | -- | ----- | ---- | ---- | ---- |
| 日本     | 3  | 0  | 1.000 | -    | 39   | 1    |
| 菲律賓   | 2  | 1  | .667  | 1.0  | 19   | 15   |
| 巴基斯坦 | 1  | 2  | .333  | 2.0  | 6    | 19   |
| 泰國     | 0  | 3  | .000  | 3.0  | 5    | 34   |

| 12月4日 12:30 | 泰國 | 4 - 14 (F/7) 比賽紀錄 | 菲律賓 | 臺北大巨蛋 觀眾數: 1,422 |

| 12月4日 18:30 | 巴基斯坦 | 0 - 14 (F/7) 比賽紀錄 | 日本 | 臺北大巨蛋 觀眾數: 6,178 |

| 12月5日 12:30 | 巴基斯坦 | 2 - 4 比賽紀錄 | 菲律賓 | 臺北大巨蛋 觀眾數: 806 |

| 12月5日 18:30 | 日本 | 16 - 0 (F/5) 比賽紀錄 | 泰國 | 臺北大巨蛋 觀眾數: 6,614 |

| 12月6日 12:30 | 泰國 | 1 - 4 比賽紀錄 | 巴基斯坦 | 臺北大巨蛋 觀眾數: 2,004 |

| 12月6日 18:30 | 菲律賓 | 1 - 9 比賽紀錄 | 日本 | 臺北大巨蛋 觀眾數: 9,624 |

### 超級循環賽
- 預賽對戰成績計入排名。

| 隊伍     | 勝 | 負 | 勝率  | 勝差 | 得分 | 失分 |
| -------- | -- | -- | ----- | ---- | ---- | ---- |
| 日本     | 3  | 0  | 1.000 | -    | 15   | 3    |
| 中華臺北 | 2  | 1  | .667  | 1.0  | 6    | 2    |
|          | 1  | 2  | .333  | 2.0  | 10   | 11   |
| 菲律賓   | 0  | 3  | .000  | 3.0  | 4    | 19   |

| 12月8日 12:30 | 菲律賓 | 2 - 8 比賽紀錄 |  | 臺北大巨蛋 觀眾數: 763 |

| 12月8日 18:30 | 日本 | 1 - 0 (F/10) 比賽紀錄 | 中華臺北 | 臺北大巨蛋 觀眾數: 15,544 |

| 12月9日 12:30 |  | 2 - 5 比賽紀錄 | 日本 | 臺北大巨蛋 觀眾數: 8,563 |

| 12月9日 18:30 | 菲律賓 | 1 - 2 比賽紀錄 | 中華臺北 | 臺北大巨蛋 觀眾數: 16,298 |

### 排名賽
- 預賽對戰成績計入排名。

| 隊伍     | 勝 | 負 | 勝率 | 勝差 | 得分 | 失分 |
| -------- | -- | -- | ---- | ---- | ---- | ---- |
| 巴基斯坦 | 2  | 1  | .667 | -    | 21   | 10   |
| 中國香港 | 2  | 1  | .667 | -    | 19   | 18   |
| 巴勒斯坦 | 2  | 1  | .667 | -    | 10   | 13   |
| 泰國     | 0  | 3  | .000 | 2.0  | 11   | 20   |

| 12月8日 12:30 | 中國香港 | 12 - 10 比賽紀錄 | 泰國 | 新莊棒球場 觀眾數: 41 |

| 12月8日 18:30 | 巴勒斯坦 | 3 - 12 比賽紀錄 | 巴基斯坦 | 新莊棒球場 觀眾數: 82 |

| 12月9日 12:30 | 中國香港 | 6 - 5 比賽紀錄 | 巴基斯坦 | 新莊棒球場 觀眾數: 92 |

| 12月9日 18:30 | 泰國 | 0 - 4 比賽紀錄 | 巴勒斯坦 | 新莊棒球場 觀眾數: 100 |

### 季軍賽
| 12月10日 12 :30 | 菲律賓 | 0 - 7 比賽紀錄 |  | 臺北大巨蛋 觀眾數: 3,008 |

### 冠軍賽
| 12月10日 18:30 | 中華臺北 | 0 - 1 比賽紀錄 | 日本 | 臺北大巨蛋 觀眾數: 21,013 |

## 最終排名
| 排名 | 隊伍     |
| ---- | -------- |
|      | 日本     |
|      | 中華臺北 |
|      |          |
| 4    | 菲律賓   |
| 5    | 巴基斯坦 |
| 6    | 中國香港 |
| 7    | 巴勒斯坦 |
| 8    | 泰國     |

## 獎項
賽後大會選出了本屆賽事最有價值球員、明星隊。

### MVP
| 球員     | 所屬球隊 |
| -------- | -------- |
| 向山基生 | 日本     |

### 明星隊
| 守備位置 | 球員               | 所屬球隊 |
| -------- | ------------------ | -------- |
| 先發投手 | 嘉陽宗一郎         | 日本     |
| 後援投手 | 趙丙炫             |          |
| 捕手     | Mark Steven Manaig | 菲律賓   |
| 一壘手   | 拿莫·伊漾          | 中華臺北 |
| 二壘手   | 矢野幸耶           | 日本     |
| 三壘手   | 劉基鴻             | 中華臺北 |
| 游撃手   | 林承飛             | 中華臺北 |
| 外野手   | 陳孝允             | 中華臺北 |
| 外野手   | Erwin Bosito       | 菲律賓   |
| 外野手   | 向山基生           | 日本     |
| 指定打擊 | 金凡錫             |          |

## 特殊事蹟
- 此屆亞錦賽為台北大巨蛋啟用後的首次正式賽事。[6]
- 此屆亞錦賽為巴勒斯坦國（英语：Palestine national baseball team）首次參賽，因該年爆發的以色列—哈馬斯戰爭，格外引起注意，然而由於本次代表隊的球員大多居住於美國，較未受戰爭影響，球員徵召大致上仍算順利。[7]
- 中國隊取消參賽，原先由斯里蘭卡（英语：Sri Lanka national baseball team）遞補，但因該國破產，改由中國香港隊參賽。[8]

## 外部連結
- 2023年亞洲棒球錦標賽 （页面存档备份，存于）【官網】
- 中華民國棒球協會／賽事頁面 （页面存档备份，存于）【官網】